# Ненадёжный выборщик

Законы о ненадёжных выборщиках по отдельным штатам
Голос отменяется, налагается штраф
Голос отменяется
Голос засчитывается, налагается штраф
Голос засчитывается
Не регулируется законом

Ненадёжный выборщик (также неверный выборщик, иногда «вероломный» и иные синонимы, англ. faithless elector) — представитель Коллегии выборщиков на президентских выборах в США, голосующий вопреки результату народного голосования в своём штате.

## Юридический статус
Юридически представители Коллегии выборщиков имеют право голосовать как захотят и за кого захотят, игнорируя результаты народного голосования в своих штатах. Власти штата, со своей стороны, имеют право налагать денежные штрафы и, в некоторых штатах, аннулировать подобные голоса. Общая ситуация была разъяснена Верховным судом США в 1954 году в решении по делу «Рэй против Блэра». Было уточнено, что штаты и партии, к которым принадлежат выборщики, имеют право требовать от них предварительной «клятвы верности голосу» (англ. pledge to vote) и предусматривать действия в случае нарушения такой клятвы, однако не могут преследовать выборщиков в рамках уголовно-процессуального кодекса за нарушение такой клятвы. Резолютивная часть решения гласит:

Тем не менее, даже если такие обещания кандидатам от членов Коллегии выборщиков не имеют юридической силы, так как в нарушении подразумеваемой конституционной свободы голоса каждого по 2-й статье Конституции (§ 1), и члены Коллегии имеют право голоса по своему выбору, само требование предварительной клятвы верности также не является неконституционным.
Оригинальный текст (англ.)
However, even if such promises of candidates for the electoral college are legally unenforceable because violative of an assumed constitutional freedom of the elector under the Constitution, Art. II, § 1, to vote as he may choose in the electoral college, it would not follow that the requirement of a pledge in the primary is unconstitutional.

Четырёх ненадёжных выборщиков от штата Вашингтон в 2016 году (они голосовали вопреки воле избирателей по итогам президентских выборов 2016 года) оштрафовали на 1 тысячу долларов каждого. 6 июля 2020 года Верховный суд США единогласно решил, что власти штатов могут наказывать ненадёжных выборщиков.

## Основные события
- Президентские выборы в США 1796 года стали первыми с ненадёжным выборщиком: Самуэль Майлс (Samuel Miles) от Пенсильвании вместо выигравшего в его штате Джона Адамса по собственному выбору проголосовал за Томаса Джефферсона.
- Наибольшее число голосов было изменено на выборах 1872 года. Однако здесь к выборщикам сложно применить критерии неверности или ненадёжности, так как ситуация была обусловлена объективными обстоятельствами. Кандидат в президенты Хорас Грили умер через месяц после окончания выборов, как раз к собранию выборщиков. Поэтому Коллегией выборщиков полученные им народные голоса были равными частями распределены между прочими кандидатами и пропорционально этому увеличено число выборщиков у каждого.
- По числу именно ненадёжных выборщиков, осознанно и индивидуально сделавших альтернативный выбор на голосовании, лидируют президентские выборы в США 2016 года.

### Президентские выборы в США 2016 года
На президентских выборах в США 2016 года победу одержал республиканец Дональд Трамп, хотя проигравший кандидат от демократической партии Хиллари Клинтон получила большее количество голосов избирателей. Раздосадованные сторонники демократов провели ряд акций протеста, а из штаба демократов последовали обвинения во вмешательстве в выборы «русских хакеров». На Коллегию выборщиков было оказано сильное давление под объявленным самой Клинтон лозунгом «Голосуй сердцем» (англ. Vote Your Heart).
Беспрецедентное давление на Коллегию, включая личные обращения и даже письма с угрозами смерти, привело к небывалому с выборов 1872 года количеству ненадёжных выборщиков. При этом ни Трамп, ни Хиллари дополнительных голосов не получили, однако семь выборщиков отдали голоса за других политиков. В том числе выборщик от Вашингтона Роберт Сатьякум — младший вместо Хиллари Клинтон, за которую должен был голосовать, проголосовал за активистку из народа сиу по имени Фейт Пятнистый Орёл. Сам Роберт Сатьякум-младший принадлежит к племени пуйаллапов (резервация в округе Пирс), а его отец, Роберт Сатьякум, был вождём племени. В штате Вашингтон аннулирования голосов ненадёжных выборщиков не предусмотрено, лишь налагается штраф в 1000 долларов. Таким образом этот голос был официально засчитан и вошёл в историю президентских выборов США как первый, отданный выборщиком за представителя коренных народов США.